# Zirkumventrikuläres Organ
Als zirkumventrikuläre Organe (CVO) wird eine Reihe unterschiedlicher Organe bezeichnet, die im Gehirn um den III. und IV. Hirnventrikel liegen und spezielle Bildungen der Ventrikelwand darstellen. Sie liegen als unpaare Gebilde in der medianen Ebene des Gehirns und tragen verschiedene, teils noch nicht ganz verstandene Funktionen. Sie sind alle stark vaskularisiert und haben keine Bluthirnschranke, ausgenommen dem Organum subcommissurale (SCO), das heißt die Kapillaren umspinnen die zirkumventrikulären Organe in Form eines Gefäßplexus. Diese funktionelle Eigenschaft ermöglicht eine leichtere Passage für größere Moleküle, wie etwa Peptide und polarer Stoffe zwischen dem Blut und den perivaskulären Räumen.

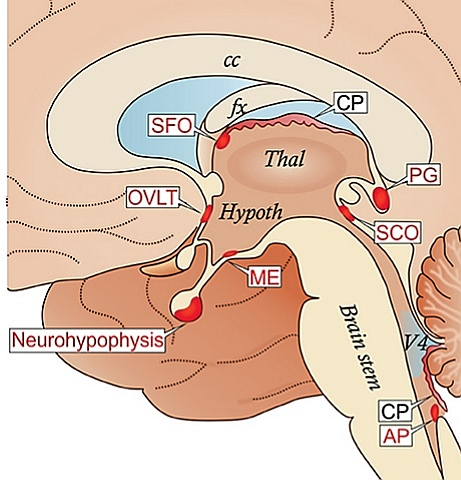
Lage der zirkumventrikulären Organe (CVO) und des Plexus choroideus (CP) in einer schematischen Ansicht der medialen Oberfläche des Gehirns (Sagittalebene).

## Aufbau und gemeinsame Merkmale
Die Wände des Ventrikelsystems sind mit Ependymzellen (Ependymozyten) ausgekleidet, die eine subependymale Gliaschicht bedecken. An bestimmten Stellen der Mittellinie in den Ventrikelwänden, die zusammen als zirkumventrikuläre Organe bezeichnet werden, fehlt die Blut-Hirn-Schranke, hier zu finden sind spezialisierte Ependymzellen, die Tanyzyten.
Gemeinsame Strukturmerkmale der zirkumventrikulären Organe sind neben der auffälligen Lage und Anordnung als makroskopische Kennzeichen auch im anatomischen Aufbau der Gewebe zu finden. Diese Besonderheiten hängen mit ihrer besonderen Lage an der Schnittstelle von Flüssigkeitsräumen zusammen, die ansonsten durch die sogenannte Blut-Hirn-Schranke separiert sind. Im Gegensatz zu den übrigen Hirnstrukturen sind die Blutgefäße der meisten zirkumventrikulären Organe nur durch ein fenestriertes (gefenstertes) Endothel vom Hirngewebe getrennt, was den Übertritt auch höhermolekularer Substanzen vom Blut ins Hirn wie umgekehrt erlaubt (siehe Neurohämalorgane). Eine Ausnahme stellt hierbei das Organum subcommissurale dar mit seinem ungefensterten Kapillarendothel. Im Subkommissuralorgan werden verschiedene Glykoproteine gebildet und in den Liquorraum sezerniert.
Aus der morphologisch-strukturellen Perspektive sind die zirkumventrikulären Organe in zwei Gruppen zu unterteilen, die paraependymal und ependymal Organe. Die paraependymalen zirkumventrikulären Organe können weiter in sensorische und sekretorische differenziert werden.
Dem Liquor führenden Raum der Ventrikel zugewandt findet sich meist eine Lage spezialisierter Ependymzellen (Tanycyten), die hier dessen Wand bilden. Unter dieser Schicht des Ependyms liegt dann eine spezifische Zone subependymalen Gewebes mit Neuronen. Bei mehreren der zirkumventrikulären Organe bilden diese unter anderem Neurohormone, die ins Blut abgegeben werden.
In Regionen der Area postrema des Hirnstamms finden sich auch Nervenzellen, die auf Substanzen empfindlich reagieren, die aus dem Liquor cerebrospinalis übergetreten sind. Dagegen befinden sich im rostral nahe dem Chiasma opticum lokalisierten Vaskulärorgan der Lamina terminalis unter anderem Zellen, die auf pyrogene Substanzen im Blut reagieren, im Subfornikalorgan welche, die für Angiotensin sensitiv sind. In der Eminentia mediana des Hypophysenstiels werden Hormone wie beispielsweise Somatostatin und Gonadoliberin von Neuronen abgegeben, die auf Zielzellen in der Adenohypophyse wirken. Im Unterschied zu dieser zählt die Neurohypophyse zu den zirkumventrikulären Organen  und gibt als Neurohämalorgan die Hormone Oxytozin und Vasopressin (ADH) ab in die Blutbahn.

## Einteilung und beschriebene Strukturen
Zu den zirkumventrikulären Organen der Säugetiere zählen neben denen mit einem gefensterten Kapillarendothel
- Area postrema (AP) (Teil des Brechzentrums im Hirnstamm)
- Organum subfornicale (Subfornikalorgan, SFO)
- Organum vasculosum laminae terminalis (OVLT)
- Eminentia mediana  (ME) des Hypophysenstiels
- Neurohypophyse (Hypophysenhinterlappen, HHL)

auch die beide dem Epithalamus zugeordneten
- Glandula pinealis (PG), die Zirbeldrüse (Epiphyse)
- Organum subcommissurale (SCO).